# 신 스케테

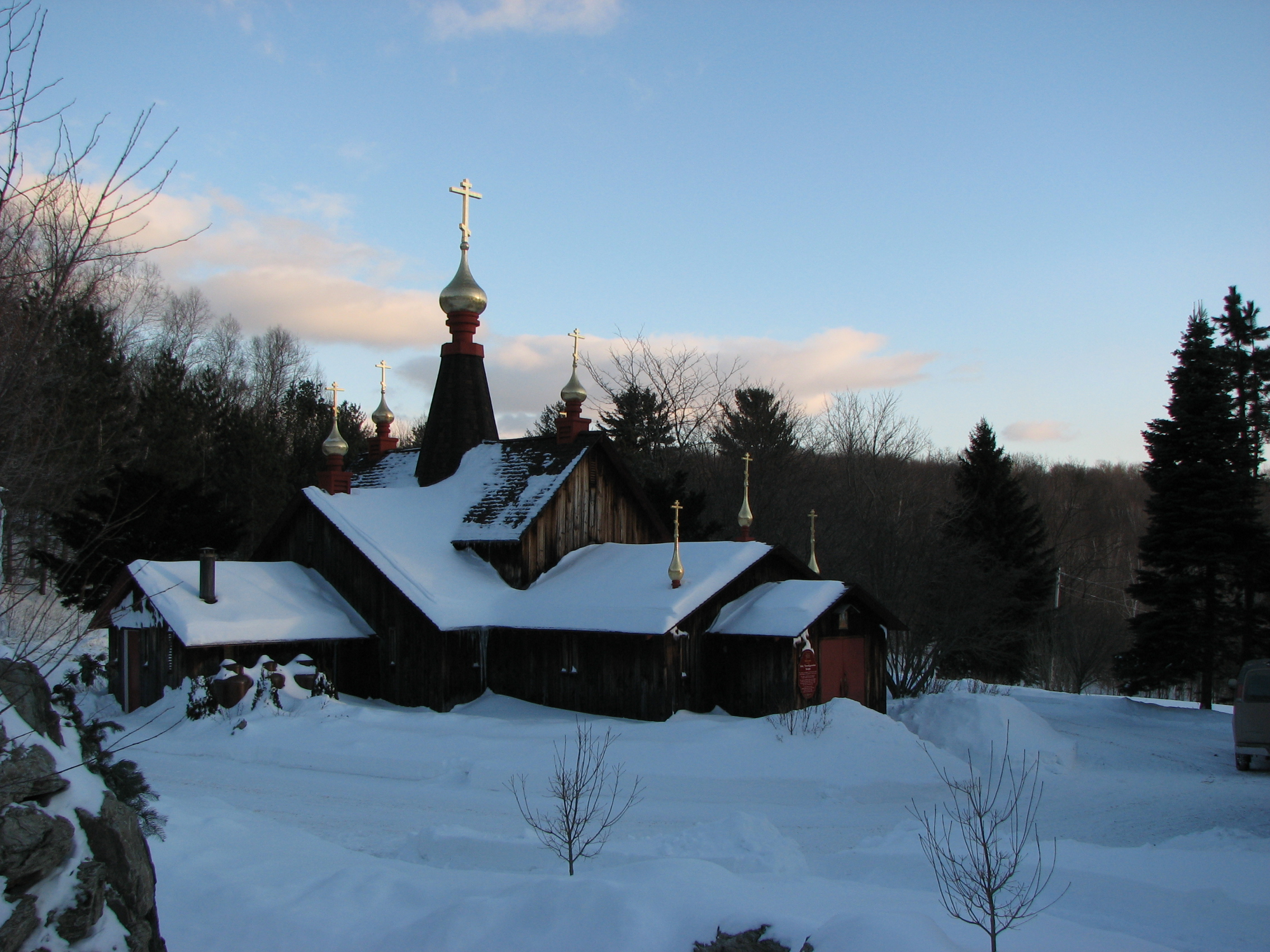

신 스케테(New Skete)는 뉴욕주 캠브리지(지리적으로 화이트 크리크시와 인접함)에 있는 기독교 정교회의 3 개의 수도원 공동체들이다.:
- 신 스케테의 수사들, 1966년에 그들의 첫 번째 수도원장인 로렌스 맨큐소에 의해 설립된 남성의 수도원이다.
- 신 스케테의 수녀들, 1969년에 설립된 여성의 수도원이다.
- 신 스케테의 동반자들, 1982년에 결혼한 사람들의 수도원 공동체이다.

이 세 공동체들은 아메리카 정교회의 관구장 주교의 오모포리온 하에 있다. 이곳들은 독일 셰퍼드를 반려견과 안내견으로서 사육하고 훈련하며, 모든 품종의 개들의 기본적인 복종을 훈련시키는 것으로 전 세계에서 가장 잘 알려져 있다. 수사들은 강아지 기르기의 예술(The Art of Raising a Puppy) 그리고 당신의 개와 가장 친한 친구가 되는 방법: 훈련 모범 설명서(How to Be Your Dog's Best Friend: The Classic Training Manual for Dog Owners)를 포함하여 여러 견훈련 설명서들을 저술했다.
기독교 정교회 중에서, 그들은 더 잘 이해할 수 있는 예배를 드리기를 목표삼아 동방 정교회의 성무일과와 성찬 전례의 광범위한 개정을 실시하고 있다는 점이 독특하다.; 그들은 기독교의 다른 교파들과의 에큐메니컬 교제에 대하여 개방된 입장을 유지한다. 그들의 새로운 성전의 회중석은 교황 요한 23세와 대주교 램지, 캘커타의 테레사 수녀와 같은 현저한 비정교회식의 도해 초상화들이 특징이며, 이 공동체들은 로마 가톨릭교회의 성인 아시시의 프란체스코의 축일을 기념한다. 그러한 개방성은 정교회의 보수주의자들과 전통주의자들로부터 그들에 대한 비판을 야기시켰다.; 그러나, 수사들과 수녀들은 만일 현대 세계에서 정교회 수도원주의가 "박물관의 유지"보다 더하다면, 필요한 그들의 전례와 수도 생활의 개정을 강하게 옹호했다. 이 수도원은 적은 수의 삼석자들을 끌기도 하지만, 요람부터의 정교회 교인들과 주변 지역의 개종자들의 활발한 평신도 공동체가 있다.
2007년 4월 16일에, TV 쇼 디바인 케이나인(Divine Canine)이 케이블 TV 채널 애니컬 플래닛(Animal Planet)에서 상영되었다. 그 쇼는 신 스케테의 수사들이 개를 훈련시기는 프로그램이 특징을 이룬다.

## 신 스케테의 수사들
수도원 공동체로서, 신 스케테의 수사들은 진정한 그리고 활기찬 수도원주의가 건강한 교회 생활의 필수 요소라는 신념을 가지고 있다. 본래 수도자로서의 소명은 명상적이며 사도적으로, 교회와 속세로 가득찬 삶 모두에 대한 도전이다. 따라서, 그들은 그들의 최우선 책임을 진정한 수도생활로 여기고 있다. 그러나, 그들은 과거 수도 생활의 표현이 극단적으로 단순화되어 재현될 수 없다고 믿는다. 수도원주의는 언제나 문화적인 맥락 안에서 스스로를 구체화하므로, 그들의 역사를 통틀어 그 수사들은 그들의 소명의 신비와 활력을 어느 정도는 문화와 현대의 문화와 시대에 걸맞게 표현하는 일을 해오고 있다.
완성을 향해 일하는 수사들의 일과는 전례의 기도와 개인적인 기도, 업무, 공부 그리고 속세에 대한 조심스러운 개방의 통합된 혼합을 반영한다. (일요일와 축일일의 성무일과와 함께) 아침 기도와 저녁 기도의 매일 주기에 닻을 내린 그들은 그들의 소명과 일치하는 한 어느정도는 수도원으로 오는 모든 사람들과 만날 수 있다. 매년 많은 사람들은 피정과 예배에 참여하거나, 선물 가게와 구내를 방문하거나, 또는 견 구매자로서 이 수도원을 방문한다.

## 신 스케테의 수녀들
본래 빈자 클라라의 한 단체인 스케테의 수녀들은 1969년에 인디애나주에서 이 곳 수사들의 이웃으로 이주했다. 그들은 그들의 선물 가게와 그들의 웹사이트에서 파는 뉴욕 스타일의 고급 치즈케이크를 만들며 그들 스스로를 지원한다.

## 신 스케테의 동반자들
신 스케테의 동반자들은 수도원 제도 하에서 생활하는 결혼한 부부들이다. 그들은 1983년에 결성되어 인근의 한 베드 앤드 브렉퍼스트를 운영한다.

## 종교/영성의 출판물
- In the Spirit of Happiness, The Monks of New Skete, Rider, 1999, ISBN 0-7126-0686-6

## 견 사육과 훈련에 관한 출판물
- How to Be Your Dog's Best Friend: The Classic Training Manual for Dog Owners (Revised & Updated Edition), The Monks of New Skete, Little, Brown and Company, 2002년 9월, ISBN 0-316-61000-3
- The Art of Raising a Puppy, The Monks of New Skete, Little, Brown and Company, 1991년 3월 20일, ISBN 0-316-57839-8
- Divine Canine: The Monks' Way to a Happy, Obedient Dog, The Monks of New Skete, Hyperion, 2007년 9월 18일, ISBN 1-4013-0925-9
- I & Dog, The Monks of New Skete, John Sann, and Monique Stauder (Photographer), Yorkville Press, 2003년 11월 3일, ISBN 0-9729427-3-4

## 참고 문헌
1. ↑  신성한 지혜의 성당의 벽 성화상들 보관됨 2007-10-08 - 웨이백 머신.
2. ↑  "요람부터의 정교회 교인"은 유아 때부터 신앙을 키워오고 있는 누군가이다.
3. ↑  Divine Canine, Animal Planet 웹사이트
4. 1 2  The New York Sun, "Laurence Mancuso, 72, Leader of Dog-Training Monks 보관됨 2008-05-17 - 웨이백 머신" 2007년 6월 27일.